# 劉士璉 (萬曆舉人)
劉士璉（16世紀—17世紀），字翼明，陝西西安府三原縣人，明朝、南明政治人物。

## 生平
萬曆二十八年（1600年）庚子科陝西鄉試舉人，授大同府同知，升大同府知府，天啟年間升刑部主事，力拒附魏忠賢，崇禎八年（1635年）出為四川按察司僉事、兵備下川東，杖斃為害人民的惡霸，流寇包圍成都時設法保全，升四川布政使司參議、兵備下川東，改兵備上川東，隆武年間起為福建布政使司參政。

## 家族
父劉輔平，貢生，

## 引用
1. 1 2  光緒《三原縣新志·卷六·人物志》：劉士璉，《通志》【云】字翼明，萬厯庚子舉人，父輔平績學力行，以明經老，璉少事繼母至孝，天啟中擢司刑，魏璫專恣，璉獨抗拒不附。崇正八年兵備達州，有巨惡為民害，立斃杖下人快之，流寇圍成都，官民無策，璉總理八門，設法阨守，危城以全，敘首功晉本省方伯。
2. ↑  《初學集》·卷九十九　外制九：〈山西大同府東路同知劉士璉授奉政大夫〉
3. ↑  錢海岳《南明史·卷四十八·列傳第二十四》：同（傅雲龍）時福建監司：……劉士璉，字翼明，三原人。萬曆二十八年舉於鄉。刑部主事，力拒魏忠賢。累遷下川東僉事，寇圍斬渠，固守全城。歷上、下川東參議，轉福建屯田參政。